# Esqui cross-country nos Jogos Paralímpicos de Inverno de 2014 - Velocidade feminino
A disputa de velocidade 1 km feminino do esqui cross-country nos Jogos Paralímpicos de Inverno de 2014 foi realizada no Centro de Esqui Cross-Country e Biatlo Laura, na Clareira Vermelha, em 12 de março de 2014.

## Medalhistas
| Medalha | Atletas sentados       | Atletas em pé        | Deficientes visuais                           |
| ------- | ---------------------- | -------------------- | --------------------------------------------- |
| Ouro    | NOR Mariann Marthinsen | RUS Anna Milenina    | RUS Mikhalina Lysova / Alexey Ivanov (guia)   |
| Prata   | USA Tatyana McFadden   | UKR Iullia Batenkova | RUS Elena Remizova / Natalia Yakimova (guia)  |
| Bronze  | RUS Marta Zaynullina   | RUS Alena Kaufman    | UKR Oksana Shyshkova / Lada Nesterenko (guia) |

## Resultados

### Atletas sentados

#### Qualificação
| Pos. | Bib | Atleta                   | Tempo   | Diferença | Notas |
| ---- | --- | ------------------------ | ------- | --------- | ----- |
| 1    | 153 | NOR Mariann Marthinsen   | 2:30.61 | —         | Q     |
| 2    | 152 | GER Andrea Eskau         | 2:34.49 | +3.88     | Q     |
| 3    | 144 | USA Oksana Masters       | 2:34.81 | +4.20     | Q     |
| 4    | 142 | USA Tatyana McFadden     | 2:35.22 | +4.61     | Q     |
| 5    | 147 | RUS Maria Iovleva        | 2:37.59 | +6.98     | Q     |
| 6    | 150 | RUS Marta Zaynullina     | 2:37.89 | +7.28     | Q     |
| 7    | 138 | NOR Birgit Skarstein     | 2:40.51 | +9.90     | Q     |
| 8    | 151 | ITA Francesca Porcellato | 2:42.56 | +11.95    | Q     |
| 9    | 143 | BLR Liudmila Vauchok     | 2:44.16 | +13.55    | Q     |
| 10   | 141 | BLR Valiantsina Shyts    | 2:44.70 | +14.09    | Q     |
| 11   | 146 | UKR Olena Iurkovska      | 2:44.82 | +14.21    | Q     |
| 12   | 140 | RUS Natalia Kocherova    | 2:45.97 | +15.36    | Q     |
| 13   | 137 | BLR Lidziya Hrafeyeva    | 2:48.06 | +17.45    |       |
| 14   | 139 | RUS Akzhana Abdikarimova | 2:48.17 | +17.56    |       |
| 15   | 148 | GER Anja Wicker          | 2:50.78 | +20.17    |       |
| 16   | 145 | CAN Colette Bourgonje    | 2:54.53 | +23.92    |       |
| 17   | 149 | UKR Lyudmyla Pavlenko    | 2:55.06 | +24.45    |       |
| 18   | 136 | USA Monica Bascio        | 2:56.81 | +26.20    |       |
| 19   | 135 | USA Beth Requist         | 3:09.79 | +39.18    |       |
| 20   | 134 | KOR Seo Vo-Ra-Mi         | 3:24.90 | +54.29    |       |
| 21   | 133 | JPN Mayuko Eno           | 3:25.75 | +55.14    |       |
| 22   | 132 | FIN Sini Pyy             | 3:35.12 | +1:04.51  |       |
| 23   | 131 | KAZ Zhanyl Baltabayeva   | 3:35.74 | 1:05.13   |       |

#### Semifinal 1
| Pos. | Bib | Atleta                   | Tempo  | Diferença | Notas |
| ---- | --- | ------------------------ | ------ | --------- | ----- |
| 1    | 1   | NOR Mariann Marthinsen   | 2:57.7 | —         | Q     |
| 2    | 4   | USA Tatyana McFadden     | 2:57.9 | +0.2      | Q     |
| 3    | 12  | RUS Natalia Kocherova    | 3:02.0 | +4.3      | Q     |
| 4    | 5   | RUS Maria Iovleva        | 3:03.9 | +6.2      |       |
| 5    | 9   | BLR Liudmila Vauchok     | 3:08.3 | +10.6     |       |
| 6    | 8   | ITA Francesca Porcellato | 3:09.4 | +11.7     |       |

#### Semifinal 2
| Pos. | Bib | Atleta                | Tempo  | Diferença | Notas |
| ---- | --- | --------------------- | ------ | --------- | ----- |
| 1    | 2   | GER Andrea Eskau      | 2:51.2 | —         | Q     |
| 2    | 3   | USA Oksana Masters    | 2:52.3 | +1.1      | Q     |
| 3    | 6   | RUS Marta Zaynullina  | 2:55.1 | +3.9      | Q     |
| 4    | 10  | BLR Valiantsina Shyts | 3:00.2 | +9.0      |       |
| 5    | 11  | UKR Olena Iurkovska   | 3:05.4 | +14.2     |       |
| 6    | 7   | NOR Birgit Skarstein  | 3:11.2 | +20.0     |       |

#### Final
| Pos.              | Bib | Atleta                 | Tempo  | Diferença | Notas |
| ----------------- | --- | ---------------------- | ------ | --------- | ----- |
| Medalha de ouro   | 1   | NOR Mariann Marthinsen | 2:45.6 | —         |       |
| Medalha de prata  | 4   | USA Tatyana McFadden   | 2:45.7 | +0.1      |       |
| Medalha de bronze | 6   | RUS Marta Zaynullina   | 2:46.6 | +1.0      |       |
| 4                 | 3   | USA Oksana Masters     | 2:47.6 | +2.0      |       |
| 5                 | 12  | RUS Natalia Kocherova  | 2:49.0 | +3.4      |       |
|                   | 2   | GER Andrea Eskau       | DSQ    |           |       |

### Atletas em pé

#### Qualificação
| Pos. | Bib | Atleta                  | Tempo   | Diferença | Notas |
| ---- | --- | ----------------------- | ------- | --------- | ----- |
| 1    | 162 | UKR Oleksandra Kononova | 4:32.87 | —         | Q     |
| 2    | 164 | RUS Anna Milenina       | 4:37.72 | +4.85     | Q     |
| 3    | 163 | UKR Iuliia Batenkova    | 4:39.63 | +6.76     | Q     |
| 4    | 172 | UKR Liudmyla Liashenko  | 4:41.60 | +8.73     | Q     |
| 5    | 169 | FIN Maija Jarvela       | 4:42.15 | +9.28     | Q     |
| 6    | 161 | RUS Alena Kaufman       | 4:44.93 | +12.06    | Q     |
| 7    | 165 | JPN Shoko Ota           | 4:47.24 | +14.37    | Q     |
| 8    | 167 | RUS Natalia Bratiuk     | 4:53.69 | +20.82    | Q     |
| 9    | 173 | JPN Yurika Abe          | 5:00.49 | +27.62    | Q     |
| 10   | 171 | JPN Momoko Dekijima     | 5:05.60 | +32.73    | Q     |
| 11   | 174 | NOR Anne Karen Olsen    | 5:09.74 | +36.87    | Q     |
| 12   | 175 | CAN Brittany Hudak      | 5:13.13 | +40.26    | Q     |
| 13   | 170 | UKR Iryna Bui           | 5:18.34 | +45.47    |       |
| 14   | 168 | BLR Larysa Varona       | 5:31.59 | +58.72    |       |
| 15   | 166 | SWE Helene Ripa         | 5:50.15 | +1:17.28  |       |
| 16   | 177 | KAZ Yelena Mazurenko    | 7:44.90 | +3:12.03  |       |
|      | 176 | CAN Caroline Bisson     | DNS     |           |       |

#### Semifinal 1
| Pos. | Bib | Atleta                  | Tempo  | Diferença | Notas |
| ---- | --- | ----------------------- | ------ | --------- | ----- |
| 1    | 8   | RUS Natalia Bratiuk     | 4:44.0 | —         | Q     |
| 2    | 1   | UKR Oleksandra Kononova | 4:45.7 | +1.7      | Q     |
| 3    | 5   | FIN Maija Jarvela       | 4:47.4 | +3.4      | Q     |
| 4    | 4   | UKR Liudmyla Liashenko  | 4:52.0 | +8.0      |       |
| 5    | 9   | JPN Yurika Abe          | 5:12.8 | +28.8     |       |
| 6    | 12  | CAN Brittany Hudak      | 5:13.0 | +29.0     |       |

#### Semifinal 2
| Pos. | Bib | Atleta               | Tempo  | Diferença | Notas |
| ---- | --- | -------------------- | ------ | --------- | ----- |
| 1    | 3   | UKR Iuliia Batenkova | 4:46.8 | —         | Q     |
| 2    | 2   | RUS Anna Milenina    | 4:48.9 | +2.1      | Q     |
| 3    | 6   | RUS Alena Kaufman    | 4:49.9 | +3.1      | Q     |
| 4    | 7   | JPN Shoko Ota        | 4:50.0 | +3.2      |       |
| 5    | 10  | JPN Momoko Dekijima  | 5:12.5 | +25.7     |       |
| 6    | 11  | NOR Anne Karen Olsen | 5:19.9 | +33.1     |       |

#### Final
| Pos.              | Bib | Atleta                  | Tempo  | Diferença | Notas |
| ----------------- | --- | ----------------------- | ------ | --------- | ----- |
| Medalha de ouro   | 2   | RUS Anna Milenina       | 4:26.9 | —         |       |
| Medalha de prata  | 3   | UKR Iuliia Batenkova    | 4:31.4 | +4.5      |       |
| Medalha de bronze | 6   | RUS Alena Kaufman       | 4:31.7 | +4.8      |       |
| 4                 | 5   | FIN Maija Jarvela       | 4:36.3 | +9.4      |       |
| 5                 | 1   | UKR Oleksandra Kononova | 4:47.1 | +20.2     |       |
| 6                 | 8   | RUS Natalia Bratiuk     | 4:48.7 | +21.8     |       |

### Deficientes visuais

#### Qualificação
| Pos. | Bib | Atleta                                   | País         | Tempo   | Diferença | Notas |
| ---- | --- | ---------------------------------------- | ------------ | ------- | --------- | ----- |
| 1    | 192 | Mikhalina Lysova Guia: Alexey Ivanov     | RUS Rússia   | 4:19.11 | —         | Q     |
| 2    | 193 | Iuliia Budaleeva Guia: Tatiana Maltseva  | RUS Rússia   | 4:24.29 | +5.18     | Q     |
| 3    | 191 | Elena Remizova Guia: Natalia Yakimova    | RUS Rússia   | 4:24.93 | +5.82     | Q     |
| 4    | 195 | Oksana Shyshkova Guia: Lada Nesterenko   | UKR Ucrânia  | 4:37.91 | +18.80    | Q     |
| 5    | 196 | Vivian Hoesch Guia: Norman Schlee        | GER Alemanha | 4:56.51 | +37.40    | Q     |
| 6    | 194 | Robbi Weldon Guia: Phil Wood             | CAN Canadá   | 4:59.91 | +40.80    | Q     |
| 7    | 197 | Margarita Gorbounova Guia: Andrea Bundon | CAN Canadá   | 5:14.58 | +55.47    |       |

#### Semifinal 1
| Pos. | Bib | Atleta                                 | País        | Tempo  | Diferença | Notas |
| ---- | --- | -------------------------------------- | ----------- | ------ | --------- | ----- |
| 1    | 1   | Mikhalina Lysova Guia: Alexey Ivanov   | RUS Rússia  | 4:50.3 | —         | Q     |
| 2    | 4   | Oksana Shyshkova Guia: Lada Nesterenko | UKR Ucrânia | 4:57.7 | +7.4      | Q     |
| 3    | 6   | Robbi Weldon Guia: Phil Wood           | CAN Canadá  | 5:10.3 | +20.0     |       |

#### Semifinal 2
| Pos. | Bib | Atleta                                  | País         | Tempo  | Diferença | Notas |
| ---- | --- | --------------------------------------- | ------------ | ------ | --------- | ----- |
| 1    | 3   | Elena Remizova Guia: Natalia Yakimova   | RUS Rússia   | 5:33.7 | —         | Q     |
| 2    | 2   | Iuliia Budaleeva Guia: Tatiana Maltseva | RUS Rússia   | 5:35.4 | +1.7      | Q     |
| 3    | 5   | Vivian Hoesch Guia: Norman Schlee       | GER Alemanha | 5:54.9 | +21.2     |       |

#### Final
| Rank              | Bib | Name                                    | Country     | Time   | Difference | Notes |
| ----------------- | --- | --------------------------------------- | ----------- | ------ | ---------- | ----- |
| Medalha de ouro   | 1   | Mikhalina Lysova Guia: Alexey Ivanov    | RUS Rússia  | 4:11.5 | —          |       |
| Medalha de prata  | 3   | Elena Remizova Guia: Natalia Yakimova   | RUS Rússia  | 4:17.1 | +5.6       |       |
| Medalha de bronze | 4   | Oksana Shyshkova Guia: Lada Nesterenko  | UKR Ucrânia | 4:24.6 | +13.1      |       |
| 4                 | 2   | Iuliia Budaleeva Guia: Tatiana Maltseva | RUS Rússia  | 4:32.1 | +20.6      |       |

Legenda
| Recorde mundial      | Recorde mundial (World record)               |                       | Recorde africano                      | Recorde africano (African) |                                           | Q | Classificado por posição (Qualified) |
| Recorde olímpico     | Recorde olímpico (Olympic record)            | Recorde da América    | Recorde da América (Americas)         | q                          | Classificado por melhor tempo (Qualified) |   |                                      |
| Melhor marca do ano  | Melhor marca do ano (World leading)          | Recorde asiático      | Recorde asiático (Asian)              | DNS                        | Não largou (Did not start)                |   |                                      |
| Recorde nacional     | Recorde nacional (National record)           | Recorde europeu       | Recorde europeu (European)            | DNF                        | Não terminou (Did not finish)             |   |                                      |
| Recorde pessoal      | Recorde pessoal do atleta (Personal best)    | Recorde da Oceania    | Recorde da Oceania (Oceania)          | DSQ / DQ                   | Desclassificado (Disqualified)            |   |                                      |
| Recorde da temporada | Recorde da temporada do atleta (Season best) | Recorde sul-americano | Recorde sul-americano (South America) | NM                         | Sem marca (No mark)                       |   |                                      |